# فيستولا
فيستولا (بالبولندية: Wisła) أطول نهر في بولندا طوله 1047 كم ينبع من جبال كارباثيان في جنوبي بولندا ثم يتخذ مجرى دائريا نحو الشمال ثم يشق مدينة وارسو ثم يصب من خلال عدة فروع في بحر البلطيق وتقع مدينة غدانسك على قمة فرع من فروع النهر هو فرع نهر توجات وتبحر الزوارق الخفيفة على طول النهر حتى مدينة كراكر ويتجمد نهر فيتسولا لمدة شهرين إلى ثلاثة أشهر في السنة وتربط القنوات بكل من نهر الأوردو ونهر دنيبرونر وجميعها صالحة للملاحة ويروي نهر فيستولا منطقة تبلغ مساحتها 192.000 كم مربع.